# Aloe lutescens
Aloe lutescens là một loài thực vật có hoa trong họ Măng tây. Loài này được Groenew. mô tả khoa học đầu tiên năm 1938.

## Hình ảnh

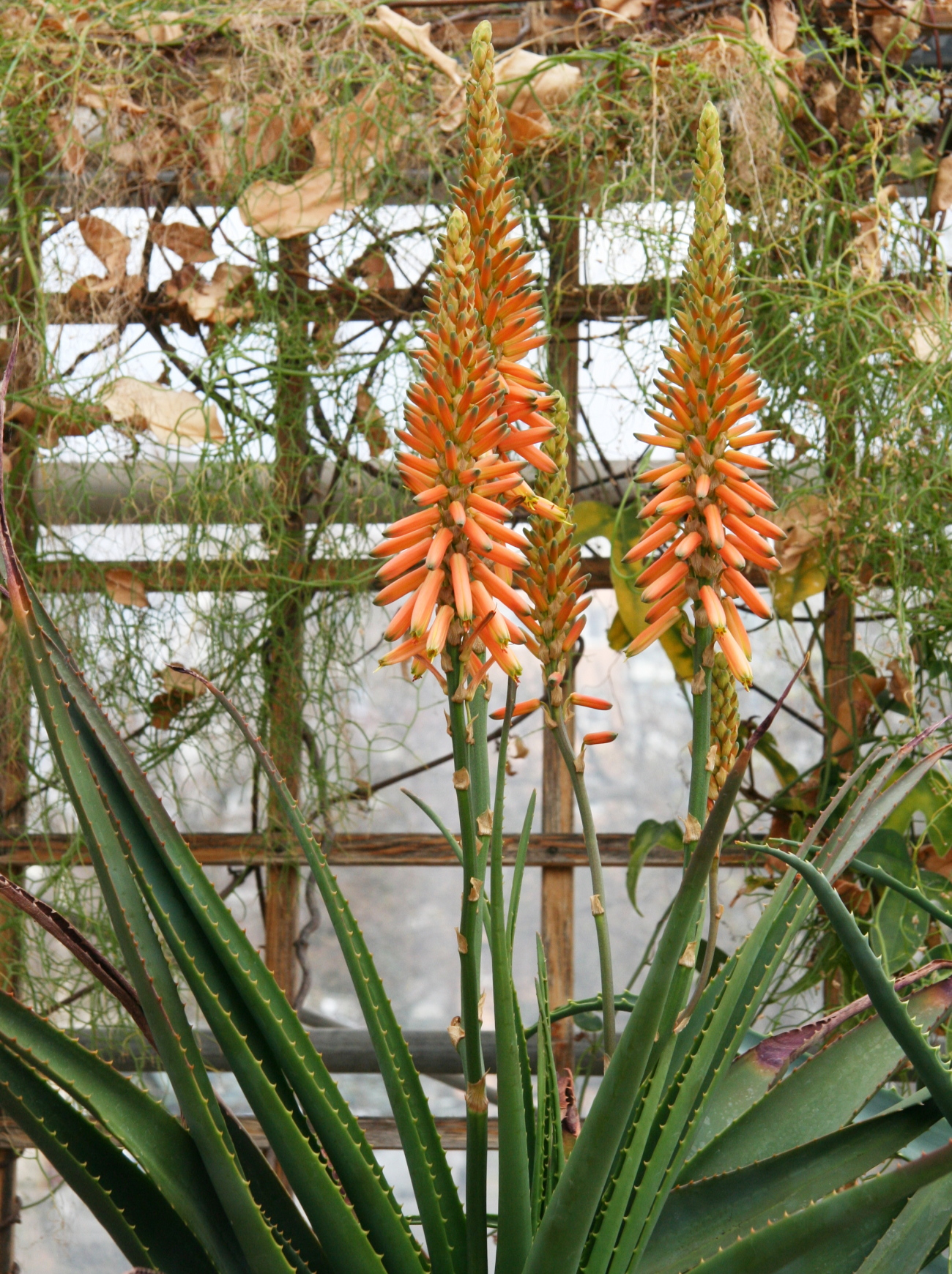